# Mississippi Mills
Mississippi Mills est une ville de l'Est de l'Ontario. Elle est située dans la Région de la capitale nationale du Canada.
Le 1er janvier 1998, la ville de Mississippi Mills fut créée par la fusion de la ville d'Almonte avec les cantons de Ramsay et Pakenham.

## Démographie
| 2001   | 2006   | 2011   | 2016   |
| ------ | ------ | ------ | ------ |
| 11 647 | 11 734 | 12 385 | 13 163 |